# Акчагильський вік
Акчаги́льський вік і я́рус пізній вік пліоценової епохи неогенового періоду.
Провідними окам'янілостями А. я. є двостулкові молюски: Avimactra subcaspia, А. karabudasica, Cardium dombra; остракоди: Candona convexa, C. combiba; деякі черевоногі та ін.
Відклади А. я. поширені в Прикаспійській низовині, в бас. р. Волги, на Пн. Кавказі, в Закавказзі, на п-ові Мангишлак та ін. Спочатку А. я. відносили до раннього міоцену, пізніше М. І. Андрусов відніс його до пізнього пліоцену, він же в 1911 ввів і назву А. я. за місцем перших знахідок (урочище Акчагил на Красноводському півострові).